# Ahvionsaari
Ahvionsaari är en ö i Finland. Den ligger i sjön Pihlajavesi och i kommunen Nyslott i den ekonomiska regionen  Nyslott  och landskapet Södra Savolax, i den sydöstra delen av landet, 260 km nordost om huvudstaden Helsingfors. Öns area är 12,34 kvadratkilometer och dess största längd är 5,2 kilometer i sydöst-nordvästlig riktning.